# Токкебі
Токкебі (кор.: хангиль: 도깨비) — легендарні істоти з корейської міфології та фольклору. Також відомі як «корейські гобліни» — це природні божества або духи, що володіють надзвичайними силами та здібностями, які використовуються для взаємодії з людьми, іноді жартуючи з них, а іноді допомагаючи. Легенди описують токкебі як істот, що можуть з'являтися в багатьох формах і з тисячею облич, і які часто носять ханбок. Це уявні істоти, що зустрічаються в корейських творах мистецтва та народних казках, можуть набирати людської подоби та мають чарівні здібності. Вважаються символом культури екзорцизму. Відрізняються від японських демонів оні, та існували також у стародавньому Китаї.

## Походження
Найдавніша відома документальна довідка про токкебі міститься в оповіданні епохи Сілла «Леді Дохва та Холостяк Біхьон» з книги «Пам'ятні речі Трьох Королівств», написаної у період Корьо. Токкебі представлені в багатьох антологіях народних казок, укладених у період Чосон.

## Характеристики
Токкебі відрізняються від божеств, духів або привидів, які в корейській мові називаються гвішин (귀신), тим, що вони не утворюються після смерті людини, а є духами неживих предметів, такими як старі викинуті побутові інструменти, наприклад мітли, або предмети, заплямовані людською кров'ю.
Фізичний вигляд токкебі представлений по-різному та змінювався в різні періоди часу, але їх завжди зображували як грізних істот, що вселяють страх. Найпоширеніше їх зображення базується на візерунках на стародавній черепиці.
Різні версії міфів надають токкебі різні атрибути. У деяких випадках їх вважають нешкідливими, але тим не менш бешкетними, зазвичай вони жартують над людьми або викликають заблукалих подорожніх на боротьбу шірим (корейська боротьба) за право пройти. Токкебі надзвичайно вправні в боротьбі і їх неможливо перемогти, єдиний шанс — скористатися їхньою слабкістю, завдавши удару з правого боку. У деяких оповідях у токкебі лише одна нога, тому потрібно зачепити їх за ногу та штовхнути, щоб перемогти.
Про появу токкебі сповіщає його вогонь — мерехтливе світло або високе блакитне полум'я.
Зазвичай зовнішній вигляд токкебі не має певної чіткої форми, і в кожному записі вони виглядають по-різному, але загалом унікальний для Кореї токкебі носить ханбок (традиційний корейський костюм) і перені (грубий бамбуковий капелюх). Токкебі володіють магічними предметами, такими як капелюх токкебі гамту (도깨비 감투), який надає тому, хто його носить, здатність ставати невидимим, а також магічну палицю банмангі (도깨비 방망이), яка може викликати предмети та виконувати функції чарівної палички. Токкебі полюбляють гречане желе, рисові тістечка з сорго і червоною квасолею, пюре з сорго і напої. Проте вони не люблять червоного кольору, тому їх можна відлякати виглядом крові.

## Здібності
Вважається, що токкебі мають величезні надприродні сили, можуть приносити людям гарні врожаї, великий улов і великі статки, а також є захисниками від злих духів. Залежно від традицій регіону, проводяться обряди, у яких люди звертаються до токкебі, щоб ті принесли удачу. В деяких же регіонах вважається, що токкебі приносять невдачі, пожежі та хвороби, тому навпаки проводяться обряди для їх вигнання. На острові Чеджу вважають, що токкебі є причиною психічних захворювань, тому важливо провести церемонію для відігнання духа та зцілення хворої людини.

## Легенди
У багатьох корейських легендах фігурують токкебі. У деяких з них токкебі жартують над людьми або карають їх за злі вчинки. Перекази говорять, що зазвичай токкебі живуть на безлюдному схилі пагорба або в старому покинутому будинку, а іноді спускаються до людських осель та піджартовують над господарями: можуть посадити корову на дах будинку або запхати кришку від казана всередину самого казана.
Одна з відомих історій описує старого, який жив сам на горі. Одного разу токкебі відвідав його будинок. Здивований, добрий старий дав токкебі алкогольний напій, і вони стали друзями. Токкебі часто відвідував старого, і вони довго розмовляли, але одного разу чоловік пішов прогулятися лісом біля річки. Тоді він виявив, що його відображення схоже на токкебі. Старий злякався, усвідомивши, що поступово перетворюється на цю істоту. Чоловік розробив план, як запобігти перетворенню на токкебі і запросив істоту до себе додому. Він запитав: «Чого ти найбільше боїшся?», і токкебі відповів: «Я боюся крові. А чого ти боїшся?» Чоловік удав, що наляканий, і сказав: «Я боюся грошей. Ось чому я живу в горах як відлюдник». Наступного дня старий зарізав корову та облив її кров'ю весь свій будинок. Токкебі, зляканий та дуже розгніваний, втік зі словами: «Я повернуся з твоїм найбільшим страхом!» Наступного дня дух приніс мішки з грошима та кинув їх старому. Після цього токкебі більше не повертався, а старий став найбагатшою людиною в місті.

## Види
Хоча токкебі не мають встановленої форми, все ж можна виділити певні види.
- Чам токкебі (참도깨비, букв. «справжній токкебі»): Пустотливий токкебі.
- Ге токкебі (개도깨비, букв. «токкебі-пес»): Злий токкебі. На відміну від Чам токкебі є не просто пустотливим, а заподіює шкоди.
- Ґакші токкебі (각시도깨비, букв. «дівчина-токкебі») і Чонґак токкебі (총각도깨비, букв. «парубок-токкебі»): Доккебі, відомі тим, що зваблюють людей.
- Ґо токкебі (고도깨비, букв. «сильний токкебі»): Токкебі відомий вправністю у боротьбі та володінні зброєю, особливо стрілами.
- Токкебі пан Кім (김서방 도깨비, букв. «Токкебі пан Кім»): Дурний токкебі, ззовні схожий на фермера.
- Нат токкебі (낮도깨비, букв. «денний токкебі»): На відміну від більшості токкебі, з'являються вдень. Вони дарують людям свій капелюх.
- Оедарі токкебі (외다리도깨비, букв. «одноногий токкебі»): Одноногий токкебі, який любить боротися.
- Оенун токкебі (외눈도깨비, букв. «одноокий токкебі»): Одноокий токкебі, який багато їсть.

## Медіа

«Вартовий: Самотній і Великий Бог»

На основі народної казки про токкебі, південнокорейський телеканал tvN транслював телесеріал під назвою «Вартовий: Самотній і Великий Бог» (쓸쓸하고 찬란하神 – 도깨비) з Гон Ю у головній ролі. Сценарій до серіалу написала відома в галузі письменниця Кім Ин Сук. Серіал посів 3-тє місце в загальнонаціональному телерейтингу.
У 2017 році дівчача K-pop група CLC випустила пісню під назвою Hobgoblin (도깨비), текст якої, зачаровує та утримує увагу слухача. Колись милий гурт привніс темнішу та сексуальнішу концепцію, а також нове звучання EDM Trap. Пісня привернула увагу і мала великий успіх за кордоном.
У 2018 році вийшов роман Сінг Шонга під назвою «Погляд всезнаючого читача», у якому токкебі відіграють важливу роль антагоністів.
Також є згадка про токкебі у відеогрі під назвою Tom Clancy's Rainbow Six Siege.
Суджин, небінарний токкебі, — персонаж роману Юн Ха Лі «Перлина Дракона».
У вересні 2020 року хлопчачий K-pop гурт ACE випустив пісню під назвою Goblin: Favorite Boys (도깨비). У корейських казках традиційні гобліни люблять боротися з людьми. Зважаючи на це, хореограф вирішив використати традиційну корейську боротьбу у хореографії, а також у стилі одягу та декораціях.
У серпні 2021 року хлопчачий K-pop гурт Stray Kids випустив відеокліп з тематикою токкебі для своєї камбек-пісні "Thunderous".
У березні 2023 року чоловічий K-pop гурт Xikers дебютував із піснею «Tricky House» (도깨비집, Будинок токкебі) і відеокліпом відповідної тематики.
Токкебі з'являються в епізоді «Зупинись, Тигре» мультсеріалу «Міккі Маус Фанхаус». Вони живуть у частині Тіньової Гори в Країні Міфів та Легенд.